# Pierre Jacques du Bousquet d'Argence
Pierre Jacques Jean Hector du Bousquet d'Argence, né à Saint-Hérié (Saintonge) le 5 novembre 1765 (Saint-Hérié fut depuis annexé à la commune de Matha), mort à Fontainebleau le 25 avril 1823, est un général français.
Il est le fils d'un lieutenant de carabiniers.

## Biographie
Pierre Jacques du Bousquet d'Argence est le fils de Jean du Bousquet d'Argence, seigneur de Chachevrier, officier de cavalerie, et d'Anne Victoire Féra de Saint-Phalle.
Il entre en service le 1er mai 1782, comme volontaire au régiment de Lyonnais-infanterie, et il sert devant Gibraltar en 1782. Il est nommé sous-lieutenant au régiment d'Artois-infanterie (devenu 48ed'infanterie) le 5 mai 1783, et le 12 juillet 1789 il passe lieutenant. Il sert à Saint-Domingue en 1791-1792, et il est blessé à la tête dans un combat en 1791.
Il rentre en France en février 1792, et il est suspendu comme ex-noble le 13 décembre 1793. Il obtient une pension de retraite le 18 mai 1796.
Le 29 mai 1799, il est replacé capitaine à la suite du 24e régiment d’infanterie, et le 24 août 1799 il est capitaine-adjudant-major au bataillon auxiliaire de l'Indre. Il est affecté à l'armée d'Italie en 1799-1800, est il est incorporé avec son bataillon dans le 75e régiment d’infanterie le 20 février 1800 puis à l'armée d'observation du Midi en 1801.
Chef de bataillon au 18e léger le 24 mars 1805, il rejoint la Grande Armée en 1806-1807. Il est promu major du 26e régiment d'infanterie légère le 6 septembre 1808, et il est fait officier de la Légion d'honneur le 23 juin 1810. Le 15 avril 1811, il est colonel en second et le 7 septembre suivant, il passe colonel commandant le 13e régiment d'infanterie légère. Il sert dans la division Morand en Russie en 1812. Il est promu général de brigade le 23 septembre 1812, et il est fait prisonnier au passage de la Bérézina le 28 novembre suivant.
Il rentre de captivité en juillet 1814 et il est mis en non-activité le 1er septembre 1814. Il est fait Chevalier de Saint-Louis le 26 mars 1815, et commandant du département de la Nièvre. Il est admis à la retraite le 6 octobre 1815.
Il meurt le 25 avril 1823, à Fontainebleau.